# Сарайва, Антониу Жозе
Анто́ниу Жозе́ Бапти́шта Сара́йва (порт. António José Baptista Saraiva, Лейрия, 31 декабря 1917 — Лиссабон, 17 марта 1993) — португальский филолог, историк португальской литературы.

## Биография
Окончил факультет словесности в Лиссабонском университете, защитив в 1938 году бакалаврскую диссертацию по поэзии Бернардина Рибейру (порт. Ensaio sobre a poesia de Bernardim Ribeiro). В 1942 году защитил докторскую диссертацию на тему «Жил Висенте и конец средневекового театра» (порт. Gil Vicente e o Fim do Teatro Medieval).
В 1949 году поддерживал на выборах президента кандидатуру генерала Нортона де Матуша. В том же году был уволен с должности преподавателя по политическим мотивам и арестован на некоторое время.
В соавторстве с Ошкаром Лопешем, с которым познакомился во время университетской педагогической практики ещё в 1940 году, написал фундаментальный труд по истории португальской литературы, выдержавший уже 17 изданий. Работа была начата в 1953 году, а её первое издание вышло в свет в 1955 году.
В 1960 году эмигрировал, сначала во Францию, а затем в Нидерланды, где преподавал в Университете Амстердама (1970—1974). Выступал как открытый противник режима Салазара, с 1944 года был членом коммунистической партии, которую покинул в 1962 году после поездки в Советский Союз.
Вернулся в Португалию после революции, преподавал в Новом лиссабонском университете на факультете социальных и гуманитарных наук и в Лиссабонском университете на факультете словесности. После из изгнания развил бурную культурологическую и литературоведческую деятельность. Учёный выступил как издатель сочинений великих португальских писателей и ряда критических исследований их творчества (Камоэнс, Коррейя Гарсан, Криштован Фалкан, Алмейда Гаррет, Эркулану, Фернан Лопеш, Фернан Мендеш Пинту, Жил Висенте, Эса де Кейрош, Оливейра Мартинш и другие). Из данного ряда особенно выделяются исследования «Лузиад» и сочинений падре Антониу Виейры, «История португальской литературы» (História da Literatura Portuguesa) и «История культуры в Португалии» (História da Cultura em Portugal).
Антониу Жозе Сарайва скончался 17 марта 1993 года на церемонии вручения ему премии Португальского ПЕН-клуба в Португальской ассоциации писателей в Лиссабоне. Похоронен на семейном кладбище в Донаш, Фундан.

## Семья
- сын — Жозе Антониу Сарайва[порт.], журналист, директор еженедельника Expresso[порт.] (1985—2006).
- брат — Жозе Эрману Сарайва[порт.], министр образования Португалии (1968—1970).

## Награды
- Премия португальского ПЕН-клуба (1991)
- Премия им. Жасинту ду Праду Коэлью[порт.] (1992)